# Pelusios cupulatta
Pelusios cupulatta là một loài rùa trong họ Pelomedusidae. Loài này được Bour & Maran mô tả khoa học đầu tiên năm 2003.